# Charles François Frédéric de Montholon-Sémonville

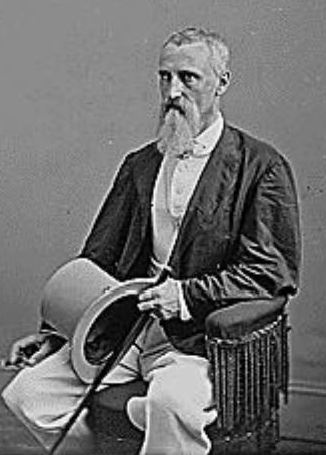
Marquis de Montholon-Sémonville, (ca. 1864–1866)

Charles François Frédéric de Montholon-Sémonville (* 27. November 1814 in Paris; † 1886) war ein französischer Botschafter.

## Leben
Charles François Frédéric de Montholon-Sémonville war der Sohn von Charles Tristan de Montholon-Sémonville und dessen Ehefrau Albine Héléne geborene de Vassal. Er heiratete am 1. November 1837 in Washington, D.C. Marie Victioore Grattiot, die Tochter von Charles Gratiot.
Von 30. Juli bis 10. Dezember 1853 war er Generalkonsul und Geschäftsträger in Lima. Während der französischen Intervention in Mexiko war er Botschafter von Napoleon III. bei Maximilian I. Sein Nachfolger wurde Alphonse Dano. Von 1864 bis 1866 war er Botschafter von Napoleon III. bei der US-Regierung von Andrew Johnson.